# Claudia Quinta (Neroccio di Bartolomeo de' Landi)
Pour les articles homonymes, voir Quinta.
Claudia Quinta est une peinture a tempera  sur panneau de bois de 105 × 46 cm, qui peut être datée vers 1494, réalisée par Neroccio di Bartolomeo de' Landi, et conservée au National Gallery of Art (Washington) .

## Description
Ce portrait en pied de Claudia Quinta, une vestale romaine, fait partie d'une série de portraits commandés par la famille Piccolomini de Sienne à l'occasion du mariage en 1492 ou 1493 de Silvio dei Piccolomini di Sticciano,,. Cette série de peintures illustre des vertus telles que l'affection conjugale, la fidélité, la constance, et la chasteté. Bien que la figure de Claudia Quinta ait certainement été peinte par Neroccio, le paysage et les petites scènes narratives derrière elle ont toujours été attribuées à un autre artiste connu sous le nom de Maître de Griselda actif à Sienne à la fin du XVe siècle. Récemment cependant, Laurence B. Kanter souligne qu'il n'y a pas de raisons suffisantes pour exclure Neroccio en tant que peintre des images narratives,.

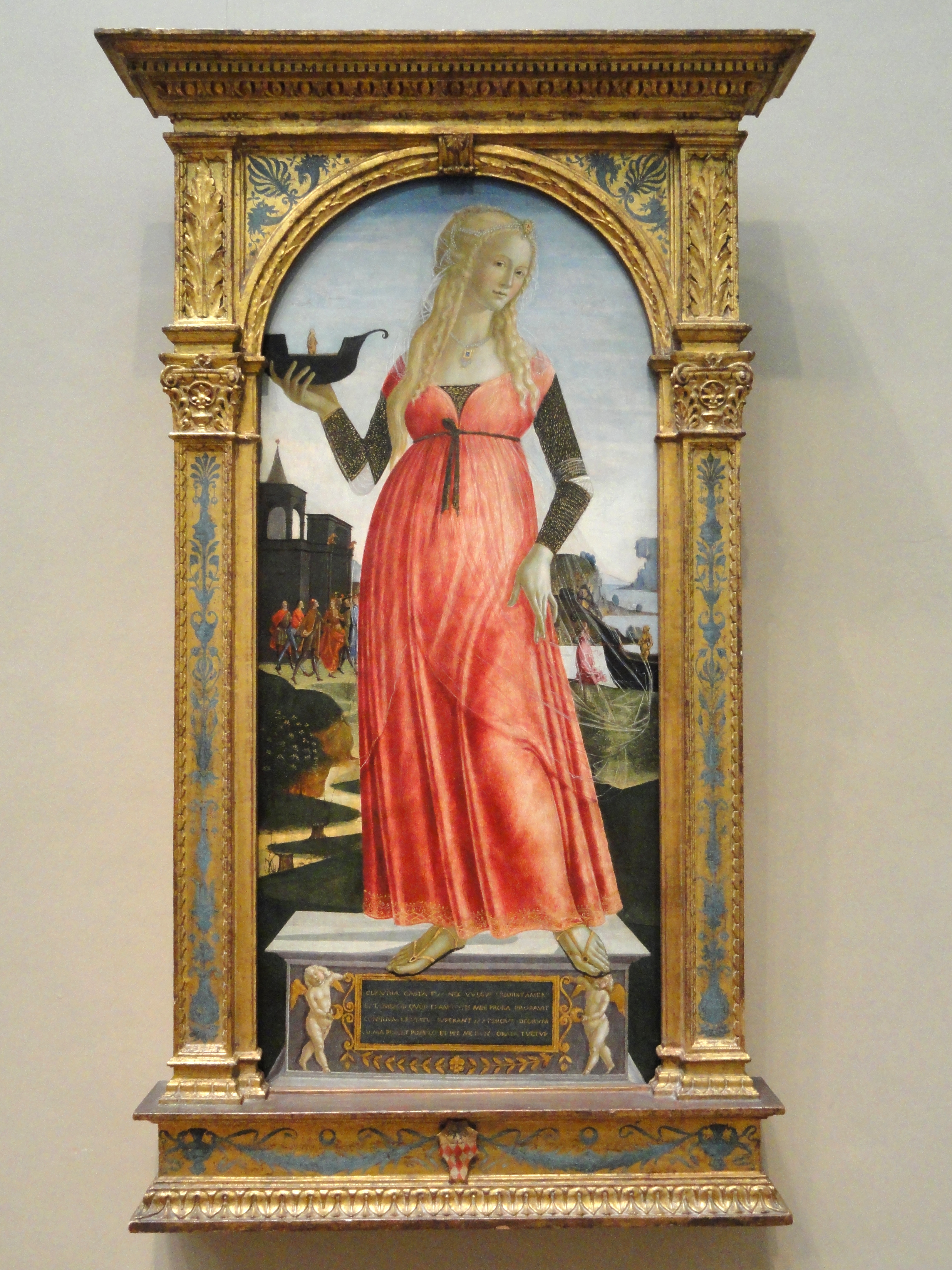
Vue d'ensemble du tableau.

La figure d'une beauté sculpturale montre Claudia Quinta richement parée d'une robe rouge et d'un voile transparent. Elle se tient au sommet d'un piédestal gravé d'une inscription qui souligne sa chasteté et tient un bateau contenant une pierre sacrée dans sa main droite. À l'arrière-plan à gauche, les hommes qui ne croient pas à sa modestie et à sa chasteté regardent Claudia Quinta avec crainte et se déplacent avec prudence en réponse à son geste miraculeux. En effet, Claudia Quinta est accusée injustement d'adultère jusqu'à ce que sa vertu soit miraculeusement prouvée par la déesse Cybèle lors du voyage de la Bétyle de Pessinonte à Rome (205-204 av. J.-C.) : elle attache sa ceinture au navire enfoncé dans la vase du Tibre et le remorque toute seule comme cela est figuré à droite à l'arrière-plan du portrait,.
L'inscription principale en latin est la suivante CLAVDIA CASTA FVI NEC VVLGVS CREDIDT AMEN/ ET TAMEN ID QVOD ERAM TESTIS MIHI PRORA PROBAVIT/ CONSTILVM ET VIRTVS SVPERANT MATERQVE DEORVM/ ALMA PLACET PRPVLO ET PER ME HVNC ORATA TVETVR.,.